# Hippaliosina ovicellata
Hippaliosina ovicellata is een mosdiertjessoort uit de familie van de Hippaliosinidae. De wetenschappelijke naam van de soort is voor het eerst geldig gepubliceerd in 1957 door Harmer.